# San Blas metróállomás
San Blas metróállomás Spanyolország fővárosában, Madridban a madridi metró 7-es vonalán.

## Metróvonalak
Az állomást az alábbi metróvonalak érintik:
- 7-es metróvonal

## Kapcsolódó állomások
A metróállomáshoz az alábbi állomások vannak a legközelebb:
- Simancas (Pitis, 7-es metróvonal)
- Las Musas (Hospital del Henares, 7-es metróvonal)